# Davis Cup 2019
2019 wurde der Davis Cup zum 108. Mal ausgetragen. Die Heimmannschaft des Finalturniers in Madrid, Spanien, gewann den Davis Cup zum insgesamt sechsten Mal. Im Finale besiegte die spanische Mannschaft ihren Gegner Kanada, dessen Team erstmals im Finale des Wettbewerbs stand, mit 2:0.

## Modusänderung
Der Modus des Turniers wurde in der Weltgruppe maßgeblich geändert. Zuvor wurde eine K.-o.-Runde mit 16 Mannschaften gespielt und die acht Verlierer der ersten Runde mussten eine Relegation gegen die Gewinner der höchsten Kontinentalgruppen spielen.
2019 fand zunächst eine Qualifikationsrunde am 1. und 2. Februar statt, in der 24 Mannschaften in direkten Begegnungen um zwölf freie Startplätze für das vom 18. bis 24. November stattfindende Finale spielten. Die Mannschaften der Qualifikationsrunde setzten sich wie folgt zusammen: die vier unterlegenen Viertelfinalisten des Vorjahres sowie die acht Gewinner der letztjährigen Play-offs. Die übrigen zwölf Mannschaften qualifizierten sich über ihr ITF-Ranking, wobei eine unterschiedliche Anzahl an Quotenplätzen je Zone vergeben wurde: die sechs besten Mannschaften aus der Europa-/Afrikazone waren ebenso qualifiziert wie die jeweils drei besten Mannschaften der Amerikazone bzw. der Ozeanien-/Asienzone. Die Setzung für die Auslosung der Qualifikationsbegegnungen erfolgte anhand des ITF-Rankings. Die Verlierer der Qualifikationsrunde spielen in den Kontinentalgruppen I weiter.
Ohne Teilnahme an der Qualifikationsrunde qualifiziert waren die vier Halbfinalisten des Vorjahres: Kroatien, Frankreich, Spanien und die Vereinigten Staaten. Argentinien und Großbritannien erhielten von der ITF eine Wildcard. Zusammen mit den zwölf Siegern aus der Qualifikation umfasste das Teilnehmerfeld des Finals somit 18 Mannschaften. Diese spielten in einer Vorrunde in sechs Gruppen à drei Mannschaften, die Gruppensieger und die beiden besten Gruppenzweiten zogen ins Viertelfinale ein.
In der Endrunde wurden pro Begegnung nur noch zwei Einzel und ein abschließendes Doppel gespielt. Letzteres entfiel ab dem Viertelfinale, wenn es bereits 2:0 stand. Neu war auch, dass im gesamten Turnier auf zwei Gewinnsätze gespielt wurde.

## Teilnehmer

### Weltgruppe

#### Qualifikanten
| - Australien - Belgien - Bosnien und Herzegowina - Brasilien - Chile - China | - Deutschland - Indien - Italien - Japan - Kanada - Kasachstan | - Kolumbien - Niederlande - Österreich - Portugal - Russland - Schweden | - Schweiz - Serbien - Slowakei - Tschechien - Ungarn - Usbekistan |

#### Finalisten
| - Argentinien - Frankreich - Kroatien - Großbritannien - Spanien - USA |

### Kontinentalgruppe I

#### Amerikazone
- Dominikanische Republik
- Ecuador
- Uruguay

#### Europa-/Afrikazone
- Finnland
- Israel
- Polen
- Ukraine

#### Ozeanien-/Asienzone
- Libanon
- Pakistan
- Südkorea

### Kontinentalgruppe II

#### Amerikazone
| - Bahamas - Barbados | - Bolivien - Guatemala | - Honduras - Mexiko | - Peru - Venezuela |

#### Europa-/Afrikazone
| - Ägypten - Dänemark - Estland - Kenia | - Litauen - Luxemburg - Marokko - Montenegro | - Monaco - Namibia - Norwegen - Rumänien | - Simbabwe - Slowenien - Südafrika - Belarus |

#### Ozeanien-/Asienzone
| - Hongkong - Indonesien | - Kuwait - Neuseeland | - Philippinen - Chinesisch Taipeh | - Thailand - Vietnam |

## Das Turnier

### Weltgruppe

#### Qualifikation
| Datum         | Heimmannschaft | Ergebnis | Gastmannschaft          | Ort               |
| ------------- | -------------- | -------- | ----------------------- | ----------------- |
| 1.–2. Februar | Brasilien      | 1:3      | Belgien                 | Uberlândia        |
| 1.–2. Februar | Usbekistan     | 2:3      | Serbien                 | Taschkent         |
| 1.–2. Februar | Australien     | 4:0      | Bosnien und Herzegowina | Adelaide          |
| 1.–2. Februar | Indien         | 1:3      | Italien                 | Kalkutta          |
| 1.–2. Februar | Deutschland    | 5:0      | Ungarn                  | Frankfurt am Main |
| 1.–2. Februar | Schweiz        | 1:3      | Russland                | Biel/Bienne       |
| 1.–2. Februar | Kasachstan     | 3:1      | Portugal                | Astana            |
| 1.–2. Februar | Tschechien     | 1:3      | Niederlande             | Ostrava           |
| 1.–2. Februar | Kolumbien      | 4:0      | Schweden                | Bogotá            |
| 1.–2. Februar | Österreich     | 2:3      | Chile                   | Salzburg          |
| 1.–2. Februar | Slowakei       | 2:3      | Kanada                  | Bratislava        |
| 1.–2. Februar | China          | 2:3      | Japan                   | Guangzhou         |

#### Endrunde in Madrid

##### Vorrunde
|   | Gruppe A   | SRB | FRA | JPN | S-N |
| 1 | Serbien    |     | 2:1 | 3:0 | 2:0 |
| 2 | Frankreich | 1:2 |     | 2:1 | 1:1 |
| 3 | Japan      | 0:3 | 1:2 |     | 0:2 |

|   | Gruppe B | ESP | RUS | CRO | S-N |
| 1 | Spanien  |     | 2:1 | 3:0 | 2:0 |
| 2 | Russland | 1:2 |     | 3:0 | 1:1 |
| 3 | Kroatien | 0:3 | 0:3 |     | 0:2 |

|   | Gruppe C    | GER | ARG | CHL | S-N |
| 1 | Deutschland |     | 3:0 | 2:1 | 2:0 |
| 2 | Argentinien | 0:3 |     | 3:0 | 1:1 |
| 3 | Chile       | 1:2 | 0:3 |     | 0:2 |

|   | Gruppe D   | AUS | BEL | COL | S-N |
| 1 | Australien |     | 2:1 | 3:0 | 2:0 |
| 2 | Belgien    | 1:2 |     | 2:1 | 1:1 |
| 3 | Kolumbien  | 0:3 | 1:2 |     | 0:2 |

|   | Gruppe E       | GBR | KAZ | NLD | S-N |
| 1 | Großbritannien |     | 2:1 | 2:1 | 2:0 |
| 2 | Kasachstan     | 1:2 |     | 2:1 | 1:1 |
| 3 | Niederlande    | 1:2 | 1:2 |     | 0:2 |

|   | Gruppe F | CAN | USA | ITA | S-N |
| 1 | Kanada   |     | 2:1 | 2:1 | 2:0 |
| 2 | USA      | 1:2 |     | 2:1 | 1:1 |
| 3 | Italien  | 1:2 | 1:2 |     | 0:2 |

##### Finalrunde

###### Viertelfinale
Serbien – Russland
| \| 1 2 \| Austragungsort: Caja Mágica, Madrid Datum: 22. November 2019 Spieloberfläche: Hartplatz (i) \| |                                                                                             |                |
| Spieler                                                                                                  | Spieler                                                                                     | Ergebnis       |
| Filip Krajinović                                                                                         | Andrei Rubljow                                                                              | 1:6, 2:6       |
| Novak Đoković                                                                                            | Karen Chatschanow                                                                           | 6:3, 6:3       |
| Novak Đoković Viktor Troicki                                                                             | Karen Chatschanow Andrei Rubljow                                                            | 4:6, 6:4, 6:78 |
| 1 2 | Austragungsort: Caja Mágica, Madrid Datum: 22. November 2019 Spieloberfläche: Hartplatz (i) |                |

```
Australien – Kanada
```

| \| 1 2 \| Austragungsort: Caja Mágica, Madrid Datum: 21. November 2019 Spieloberfläche: Hartplatz (i) \| |                                                                                             |               |
| Spieler                                                                                                  | Spieler                                                                                     | Ergebnis      |
| John Millman                                                                                             | Vasek Pospisil                                                                              | 6:77, 4:6     |
| Alex de Minaur                                                                                           | Denis Shapovalov                                                                            | 3:6, 6:3, 7:5 |
| John Peers Jordan Thompson                                                                               | Vasek Pospisil Denis Shapovalov                                                             | 4:6, 4:6      |
| 1 2 | Austragungsort: Caja Mágica, Madrid Datum: 21. November 2019 Spieloberfläche: Hartplatz (i) |               |

Großbritannien – Deutschland
| \| 2 0 \| Austragungsort: Caja Mágica, Madrid Datum: 22. November 2019 Spieloberfläche: Hartplatz (i) \| |                                                                                             |                 |
| Spieler                                                                                                  | Spieler                                                                                     | Ergebnis        |
| Kyle Edmund                                                                                              | Philipp Kohlschreiber                                                                       | 6:3, 7:5        |
| Daniel Evans                                                                                             | Jan-Lennard Struff                                                                          | 7:66, 3:6, 7:62 |
| Jamie Murray Neal Skupski                                                                                | Kevin Krawietz Andreas Mies                                                                 | nicht gespielt  |
| 2 0 | Austragungsort: Caja Mágica, Madrid Datum: 22. November 2019 Spieloberfläche: Hartplatz (i) |                 |

Argentinien – Spanien
| \| 1 2 \| Austragungsort: Caja Mágica, Madrid Datum: 22. November 2019 Spieloberfläche: Hartplatz (i) \| |                                                                                             |                 |
| Spieler                                                                                                  | Spieler                                                                                     | Ergebnis        |
| Guido Pella                                                                                              | Pablo Carreño Busta                                                                         | 6:73, 7:64, 6:1 |
| Diego Schwartzman                                                                                        | Rafael Nadal                                                                                | 1:6, 2:6        |
| Máximo González Leonardo Mayer                                                                           | Marcel Granollers Rafael Nadal                                                              | 4:6, 6:4, 4:6   |
| 1 2 | Austragungsort: Caja Mágica, Madrid Datum: 22. November 2019 Spieloberfläche: Hartplatz (i) |                 |

###### Halbfinale
Russland – Kanada
| \| 1 2 \| Austragungsort: Caja Mágica, Madrid Datum: 23. November 2019 Spieloberfläche: Hartplatz (i) \| |                                                                                             |                |
| Spieler                                                                                                  | Spieler                                                                                     | Ergebnis       |
| Andrei Rubljow                                                                                           | Vasek Pospisil                                                                              | 6:4, 6:4       |
| Karen Chatschanow                                                                                        | Denis Shapovalov                                                                            | 4:6, 6:4, 4:6  |
| Karen Chatschanow Andrei Rubljow                                                                         | Vasek Pospisil Denis Shapovalov                                                             | 4:6, 6:3, 6:75 |
| 1 2 | Austragungsort: Caja Mágica, Madrid Datum: 23. November 2019 Spieloberfläche: Hartplatz (i) |                |

Großbritannien – Spanien
| \| 1 2 \| Austragungsort: Caja Mágica, Madrid Datum: 23. November 2019 Spieloberfläche: Hartplatz (i) \| |                                                                                             |            |
| Spieler                                                                                                  | Spieler                                                                                     | Ergebnis   |
| Kyle Edmund                                                                                              | Feliciano López                                                                             | 6:3, 7:63  |
| Daniel Evans                                                                                             | Rafael Nadal                                                                                | 4:6, 0:6   |
| Jamie Murray Neal Skupski                                                                                | Rafael Nadal Feliciano López                                                                | 6:73, 6:78 |
| 1 2 | Austragungsort: Caja Mágica, Madrid Datum: 23. November 2019 Spieloberfläche: Hartplatz (i) |            |

###### Finale
| Kanada                                                                                           | Finale | Spanien |
| ------------------------------------------------------------------------------------------------ | --- | --- |
| Team Félix Auger-Aliassime Denis Shapovalov Brayden Schnur Vasek Pospisil Kapitän Frank Dancevic | Datum: 24. November 2019 Ort: Caja Mágica, Madrid Belag: Hartplatz (i) Ball Typ: Dunlop ATP \| Félix Auger-Aliassime \| 6:73, 3:6 \| Roberto Bautista Agut \| \| Denis Shapovalov \| 3:6, 6:77 \| Rafael Nadal \| \| Vasek Pospisil Denis Shapovalov \| nicht gespielt \| Feliciano López Marcel Granollers \| Resultat: 0:2 | Team Rafael Nadal Roberto Bautista Agut Pablo Carreño Busta Feliciano López Marcel Granollers Kapitän Sergi Bruguera |
| Félix Auger-Aliassime                                                                            | 6:73, 3:6 | Roberto Bautista Agut                                                                                                |
| Denis Shapovalov                                                                                 | 3:6, 6:77 | Rafael Nadal |
| Vasek Pospisil Denis Shapovalov                                                                  | nicht gespielt | Feliciano López Marcel Granollers                                                                                    |

### Kontinentalgruppe I

#### Amerikazone
| Datum             | Heimmannschaft | Ergebnis | Gastmannschaft          | Spielort                  |
| ----------------- | -------------- | -------- | ----------------------- | ------------------------- |
| 13.–14. September | Brasilien      | 3:1      | Barbados                | Criciúma                  |
| 14.–15. September | Venezuela      | 0:4      | Ecuador                 | Doral, Vereinigte Staaten |
| 14.–15. September | Uruguay        | 3:1      | Dominikanische Republik | Montevideo                |

#### Europa-/Afrikazone
| Datum             | Heimmannschaft          | Ergebnis | Gastmannschaft | Spielort   |
| ----------------- | ----------------------- | -------- | -------------- | ---------- |
| 13.–14. September | Finnland                | 2:3      | Österreich     | Espoo      |
| 13.–14. September | Slowakei                | 3:1      | Schweiz        | Bratislava |
| 13.–14. September | Schweden                | 3:1      | Israel         | Stockholm  |
| 13.–14. September | Belarus                 | 3:2      | Portugal       | Minsk      |
| 14.–15. September | Bosnien und Herzegowina | 2:3      | Tschechien     | Zenica     |
| 14.–16. September | Ungarn                  | 3:2      | Ukraine        | Budapest   |

#### Ozeanien-/Asienzone
| Datum             | Heimmannschaft      | Ergebnis | Gastmannschaft | Spielort  |
| ----------------- | ------------------- | -------- | -------------- | --------- |
| 13.–14. September | Libanon             | 2:3      | Usbekistan     | Jounieh   |
| 14.–15. September | Volksrepublik China | 1:3      | Südkorea       | Guiyang   |
| 29.–30. November  | Pakistan            | 0:4      | Indien         | Islamabad |